# Micropyrum tenellum
Micropyrum tenellum é uma espécie de planta com flor pertencente à família Poaceae. 
A autoridade científica da espécie é (L.) Link, tendo sido publicada em Linnaea 17(4): 398. 1844.

## Portugal
Trata-se de uma espécie presente no território português, nomeadamente em Portugal Continental e no Arquipélago da Madeira.
Em termos de naturalidade é nativa das duas regiões atrás indicadas.

## Protecção
Não se encontra protegida por legislação portuguesa ou da Comunidade Europeia.